# Grammodes minor
Grammodes minor är en fjärilsart som beskrevs av Swinhoe 1903. Grammodes minor ingår i släktet Grammodes och familjen nattflyn. Inga underarter finns listade i Catalogue of Life.